# Іосиф (Масленніков)
Митрополит Іо́сиф (справжнє ім'я Маслєнніков Олексій Олександрович; 3 листопада 1978, Слободзея, Молдовська РСР) — єпископ РПЦ у відставці, колаборант з Росією. Колишній митрополит Роменський та Буринський РПЦвУ. Очолював синодальний відділ РПЦ в Україні, що курує парамілітарні організації («казачество»). Уродженець Молдови, вихованець кримських монастирів РПЦ на території України, які 2014 підтримали окупацію Криму Росією. Громадянин Росії.
2022 року, після деокупації Сумщини, втік із України, відтоді перебував на території Росії. У січні 2023 року позбавлений громадянства України указом президента України за підтримку агресії проти України.

## Життєпис
1992 приїхав до України. Ніс послух пономаря, іподиякона в Сімферопольській єпархії.
22 березня 1996 пострижений в рясофор з іменем Філіп.
24 березня 1996 рукопокладений в сан диякона єпископом Запорізьким та Мелітопольським Василієм Златолинським.
7 січня 1997 рукопокладений в сан пресвітера.
4 квітня 1997 пострижений в мантію з іменем Іосиф.
1997-2005 ніс послух настоятеля в храмах на честь святого великомученика Дмитра Солунського та князя Олега Брянського в селі Астраханка Мелітопольського району Запорізької області.
2000 отримав право носити наперсний хрест, а в наступному році зведений в сан ігумена.
2004 закінчив Бєлгородську духовну Семінарію.
2006 екстерном закінчив Київську духовну академію.
2005 призначений настоятелем Воскресенської церкви Вітебська (Білорусь).
2006 призначений настоятелем Георгіївської церкви Запоріжжя.
19 червня 2008 возведений в сан архімандрита.

### Архірейство
Рішенням Священного Синоду від 11 листопада 2008 (Журнал засідання № 102) обраний єпископом Вольнянським, вікарієм Запорізької єпархії.
18 листопада у Трапезному храмі Свято-Успенської Києво-Печерської Лаври. Хіротонію здійснив митрополит Київський (РПЦвУ) Володимир Сабодан, архієпископ Бєлгородський Іоан Попов, архієпископ Білоцерквоський Митрофан Юрчук, єпископ Бердянський Єлисей Іванов, єпископ Шепетівський Володимир Мельник, єпископ Переяслав-Хмельницький Олександр Драбинко та єпископ Васильківський Пантелеймон Поворознюк.
14 квітня 2009 рішенням синоду РПЦ в Україні призначений єпископом Запорізьким та Мелітопольським.
24 листопада 2009 до 15 березня 2013 очолював Синодальний відділ по справах пастирської опіки козацтва (так званого «казачества») України та духовно-фізичного виховання молоді.
23 грудня 2010  — єпископ Конотопський і Глухівський.
20 липня 2012  — 25 вересня 2013  — єпископ Ямпільський, вікарій Конотопської єпархії..
Рішенням Священного Синоду УПЦ від 15 березня 2013 року (Журнал № 34) був звільнений з посади голови Синодального відділу у справах пастирської опіки козацтва та духовно-фізичного виховання молоді.
25 вересня 2013 року рішенням синоду РПЦвУ призначений керівним архієреєм новостворенної Роменської єпархії, з титулом «Роменський і Буринський».
17 серпня 2015 року возведений в сан архієпископа.
17 серпня 2021 року возведений в сан митрополита.
23 листопада 2022 року звільнений від керування Роменською єпархією.
В січні 2023 року позбавлений громадянства України указом президента України за підтримку агресії проти України.
В липні 2023 року СБУ повідомило йому про підозру у виправдовуванні збройної агресії росії проти України.